# ジュルチャーニ・フェレンツ
ジュルチャーニ・フェレンツ（Gyurcsány Ferenc、1961年6月4日 - ）は、ハンガリーの政治家。元首相。メッジェシ・ペーテル前首相が連立相手である自由民主同盟（SzDSz）との政策の不一致により辞任したのを受けて、2004年8月25日に所属政党のハンガリー社会党（MSzP, Magyar Szocialista Párt）によって首相候補に推薦され、2004年9月29日、議会の投票により首相に選出された。賛成票は197、反対票は12。最大野党は投票しなかった。2009年4月に首相を辞任。現在は民主連合（DK）の党首を務めている。

## 経歴
ハンガリー西部のパーパ市生まれ。裕福ではない家庭に生まれたとされている。ヤヌス・パンノニウス大学において1984年に教育学部を、1990年には経済学部を卒業している。
彼はまず初めに、若い共産主義者たちの組織である共産主義青年同盟（KISz）において政治活動を始めた。その後、KISZの後継組織である民主青年連盟（DEMISZ）において副委員長を務めている。しかし1990年以降は政治活動から離れ、実業家に転進し、ALTUS社を初めとするいくつかの会社を設立している。リスクを恐れない経営手法によって、彼はハンガリーの長者番付の50位にランクインするまでになった。
2002年、彼は前首相メッジェシ・ペーテルの最高戦略顧問として再び政治に関わるようになった。2003年にはMSzPに入党し、同年5月にスポーツ青少年大臣に就任している。彼の任期中、ハンガリーは2004年夏のアテネオリンピックを含む多くのドーピング事件に直面した。2004年の1月にジェール・モション・ショプロン県の代表に就任する。同年の夏、彼とメッジェシの信頼関係に大きな問題が表れているように思われた。噂によると、「メッジェシは首相の座を争うライバルとしてジュルチャーニを恐れているから、大臣を解任したのだ」と。しかし、間もなくメッジェシは連立相手との齟齬により辞任に追い込まれ、より政権を維持しやすい首相としてジュルチャーニが選出されることになった。
2度の結婚、4児の父。ペーテル(1988)、バーリント(1990)は一度目の結婚から、そしてアンナ(1996)とタマーシュ(1997)は現在の結婚による。妻は法律家であり、ブダペスト大学にて教鞭を執っているドブレヴ・クラーラである。
首相として挑んだ2006年の議会選挙で、与党の社会党と自由民主同盟が勝利、体制転換後初めて与党の政権続投を実現した。選挙後、第二次ジュルチャーニ政権を発足させ、行財政改革や医療改革、教育改革に取り組んだが、国民に負担を強いる物であったため、国民の間に不満が高まった。そして同年9月、選挙戦において財政状況を偽ったとする失言がきっかけで首都ブダペストなど各地で首相辞任を求めるデモが発生、デモは9月17日から地方議会選挙直前の9月29日まで継続した。10月1日に行われた地方議会選挙で社会党は大敗、大統領であるショーヨム・ラースローや最大野党であるフィデス＝ハンガリー市民同盟（以下、フィデス）からは退陣を求める声が挙がったが、これを拒否した。同月6日、国民議会で行われた信任投票において信任票が半数を超えた事でとりあえず政権維持に成功した。
しかし、2008年3月の国民投票（入院費・受診料・授業料の導入に関する是非）後、改革の進め方を巡って与党内で対立が激化、同年4月に自由民主同盟が政権から離脱した事で社会党の単独少数政権となった。そして世界金融危機の直撃を受け、ハンガリーは国際通貨基金（IMF）等に総額200億ユーロの緊急融資を要請する事態に陥り、2009年3月21日、辞意を表明した。首相辞任後の翌2010年4月に行われた議会選挙でフィデスが圧勝、与党社会党は大惨敗を喫し、下野する事になった。選挙後の2011年10月、より幅広い中道左派勢力の結集を目指すため、自身を含めた社会党議員10名と共に社会党を離党して、新党を結成する方針を表明。11月、院外政党である民主党を引き継ぐ形で新党「民主連合」を結成、党首に選出された。

## 意見

### 支持派
これまで批判されてきた政府と国民の対話のあり方を改善できる唯一の首相として、彼は連立与党に支持されていた。彼らは2006年春の選挙において、彼とともに勝利することを望んでいる。

### 不支持派
強く指摘されているジュルチャーニの軽い演説手法は、（不支持派の考えでは）一般の人々を不快にさせている。
彼が資産家となった経緯については、政治的右派から常に疑問視されている。
ハンガリーにおける悪名高い「K&H」資金洗浄疑惑の主要容疑者であるクルチャール・アティッラから、「ジュルチャーニ」という名前の人物の関与が示唆されている。しかし首相はこの件に関しての関与を否定している。
2005年2月2日、ハンガリー社会党の結党記念式典において、サッカーのサウジアラビア代表チームをテロリストと形容した。後に彼は謝罪したが、サウジ王室は大使をハンガリーから一時帰国させている。2005年12月9日、新聞の報道(Magyar Nemzet誌)に対しての訴訟において敗訴している。

## 疑惑
首相在任中の2008年5月、巨大カジノ建設予定地となっていたシュコロー周辺の国有地民間払い下げに関する職権乱用疑惑が浮上、09年10月にシッフェル・アンドラーシュ議員の提訴によって捜査が開始された。2011年4月、国会は検察の申し立てに基づき、元首相の不逮捕特権を停止した。10月、中央検察庁はジュルチャーニ元首相に対し事情聴取を行ったが、疑惑を全面的に否定するジュルチャーニは不服申し立てを行い、証言を拒否した。また公平な捜査を行っておらず、政治家に主導された見せしめ裁判に荷担しているとして検察を批判した。